# Branice (gemeente)
De gemeente Branice is een landgemeente in het Poolse woiwodschap Opole, in powiat Głubczycki.
De zetel van de gemeente is in Branice.
Op 30 juni 2004 telde de gemeente 7791 inwoners.

## Oppervlakte gegevens
In 2002 bedroeg de totale oppervlakte van gemeente Branice 121,87 km², waarvan:
- agrarisch gebied: 89%
- bossen: 1%

De gemeente beslaat 18,11% van de totale oppervlakte van de powiat.

## Demografie
Stand op 30 juni 2004:
| Omschrijving                   | Totaal | Totaal | Vrouwen | Vrouwen | Mannen | Mannen |
| ------------------------------ | ------ | ------ | ------- | ------- | ------ | ------ |
| eenheid                        | aantal | %      | aantal  | %       | aantal | %      |
| inwoners                       | 7791   | 100    | 3930    | 50,4    | 3861   | 49,6   |
| bevolkingsdichtheid (inw./km²) | 63,9   | 63,9   | 32,2    | 32,2    | 31,7   | 31,7   |

In 2002 bedroeg het gemiddelde inkomen per inwoner 1230,15 zł.

## Administratieve plaatsen (sołectwo)
Bliszczyce, Branice, Boboluszki, Dzbańce, Dzbańce-Osiedle, Dzierżkowice, Gródczany, Jabłonka, Jakubowice, Jędrychowice, Lewice, Niekazanice, Michałkowice, Posucice, Turków, Uciechowice, Wiechowice, Włodzienin, Wódka, Wysoka

## Aangrenzende gemeenten
Głubczyce, gemeente Kietrz. De gemeente grenst aan Tsjechië.